# Die sieben Wunder von Wiener Neustadt
Als Sieben Wunder von Wiener Neustadt sieht die lokale Tradition in Anlehnung an die Sieben Weltwunder sieben Besonderheiten, die es in der Geschichte der Stadt Wiener Neustadt gab, und die es zum Teil heute noch gibt.

## Der schwankende Erdboden
Wiener Neustadt wurde im Jahre 1192 vom Babenberger Leopold V. gegründet und mithilfe des Lösegeldes für Richard Löwenherz als Grenzfestung gegen Ungarn erbaut. Die Stelle, an der die Stadt erbaut wurde, war strategisch von so großer Bedeutung, dass die Stadtväter sogar den sumpfigen Untergrund in Kauf nahmen. Dieser morastige Boden gab unter den Füßen sehr leicht nach und bekam daher von den ersten Siedlern den Namen Der schwankende Boden.

## Der Salat, der auf den Bäumen wächst
Wie bereits erwähnt wurde die Stadt auf einem Sumpf gebaut. Um dem schwankenden Boden mehr Stabilität zu verleihen, wurden Holzstämme in den Boden getrieben. Als die Siedler später in ihren Gärten Gemüse (darunter auch Salat) anbauten, wuchs quasi der Salat auf den Bäumen.

## Das Haus ohne Nagel
Beim nördlichen Stadttor, dem sogenannten Wiener Tor, befand sich einst das Haus ohne Nagel. Es wurde angeblich ohne einen einzigen Nagel errichtet. Im 19. Jahrhundert wurde es abgerissen.

## Das Grab zwischen Himmel und Erde

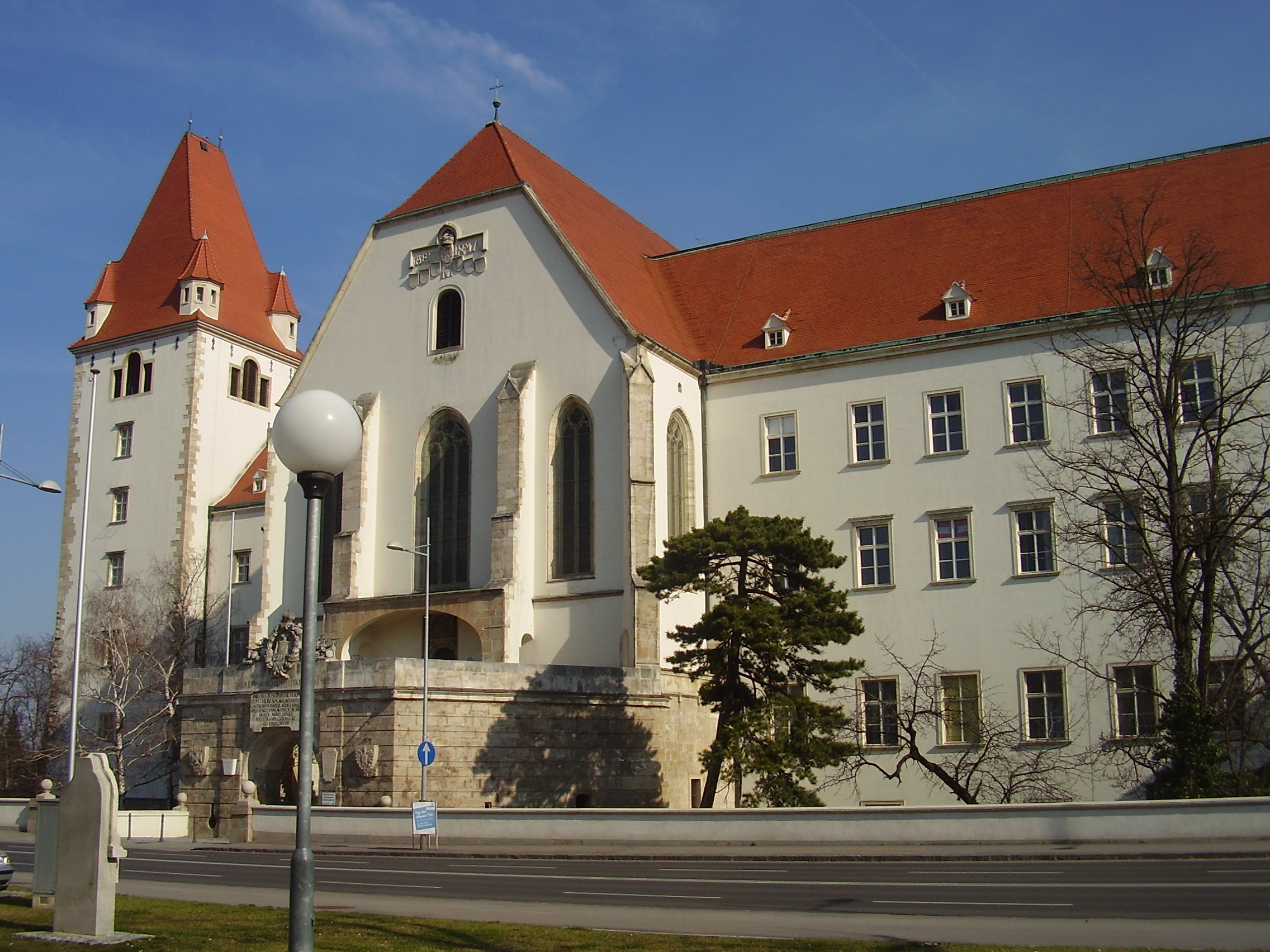
Die Burg zu Wiener Neustadt

Kaiser Maximilian, der Sohn Kaiser Friedrichs III. und Eleonore Helena von Portugal, hätte eigentlich in seinem berühmten Grabmal in der Hofkirche in Innsbruck beigesetzt werden sollen. Der letzte Ritter, wie Maximilian I. auch genannt wird, verfügte jedoch testamentarisch, dass er in Wiener Neustadt beerdigt werden möchte. Da die Kirche in der Burg nun einmal im ersten Stock ist, befindet sich sein Grab zwischen Himmel und Erde.

## Die Kirche, unter der ein Heuwagen durchfahren kann
Hierbei handelt es sich, wie auch beim vorigen Wunder, wieder um die St.-Georgs-Kathedrale. Unterhalb der Kirche befindet sich der Eingang, das Haupttor, der heute nur mehr selten benützt wird und über dem die Kirche liegt.

## Die Kirche unter der Brücke
Zwischen den beiden Domtürmen gab es einst eine Hängebrücke als Verbindung, die 1834, als ein Großbrand in der Stadt wütete, zerstört wurde.

## Zwei Bäche, die übereinander fließen

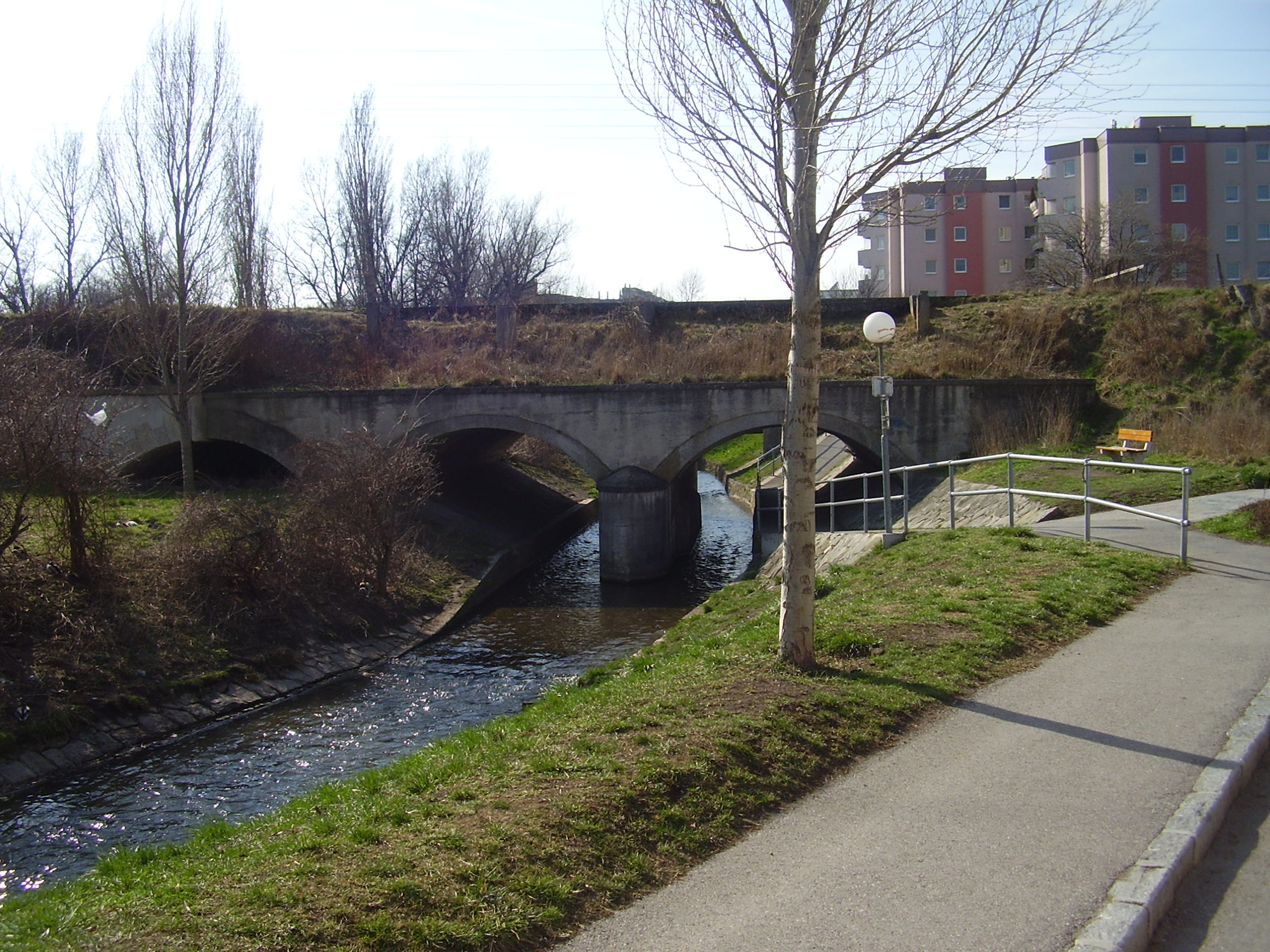
Die Warme Fischa kreuzt den Wiener Neustädter Kanal

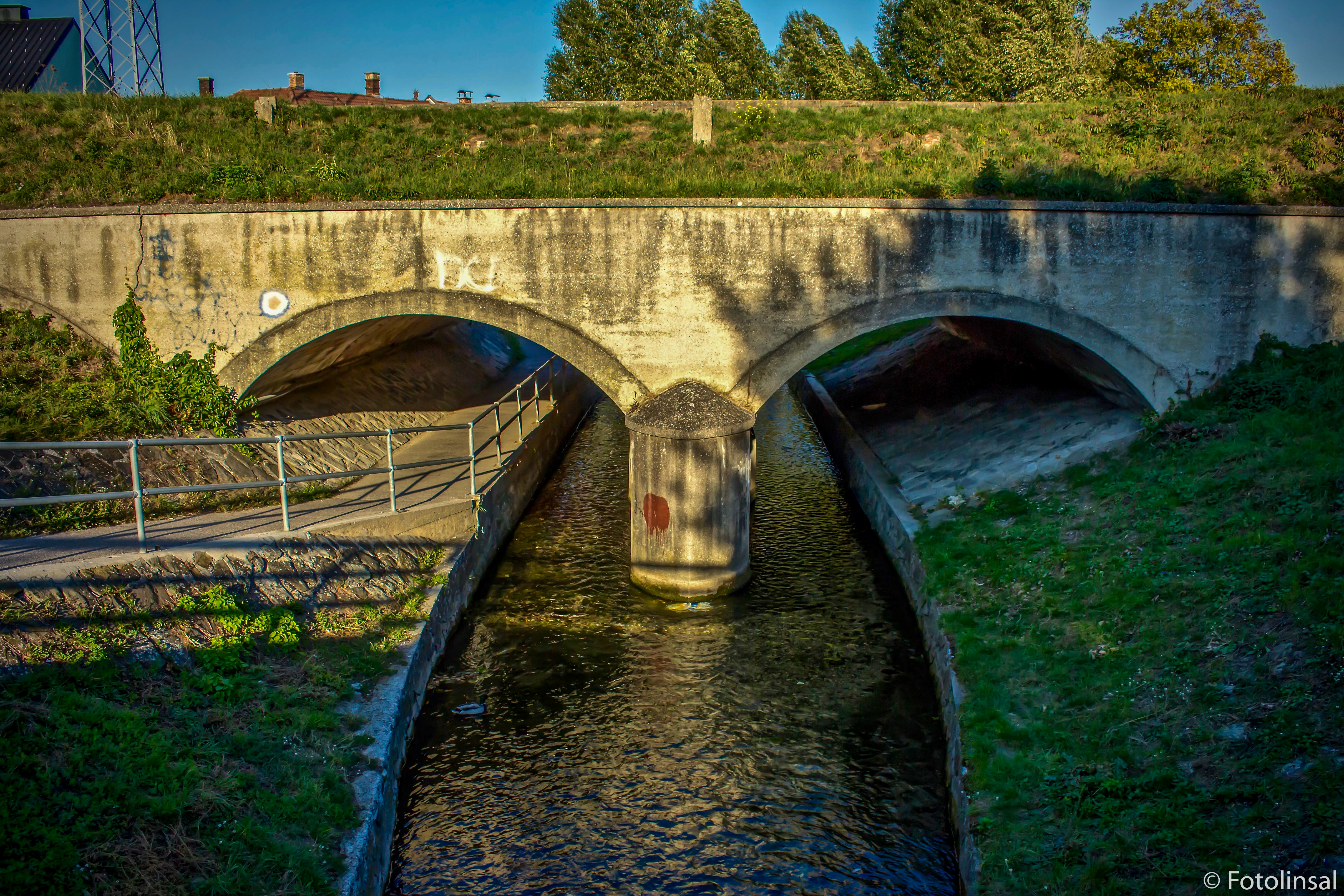
Zwei Bäche

Im Stadtgebiet Wiener Neustadts kreuzen sich tatsächlich zwei Bäche, nämlich die Warme Fischa und der Wiener Neustädter Kanal (Kanalbrücke). Wer genau auf die Karte sieht, kann erkennen, dass sich ein paar hundert Meter südlich auch noch der Kehrbach und der Wiener Neustädter Kanal kreuzen. Der Kanal ist ein künstliches Gewässer, das ursprünglich von Wien bis Triest geplant war. So weit wurde es dann aber doch nicht gebaut und so endet der Kanal schon in Wiener Neustadt.

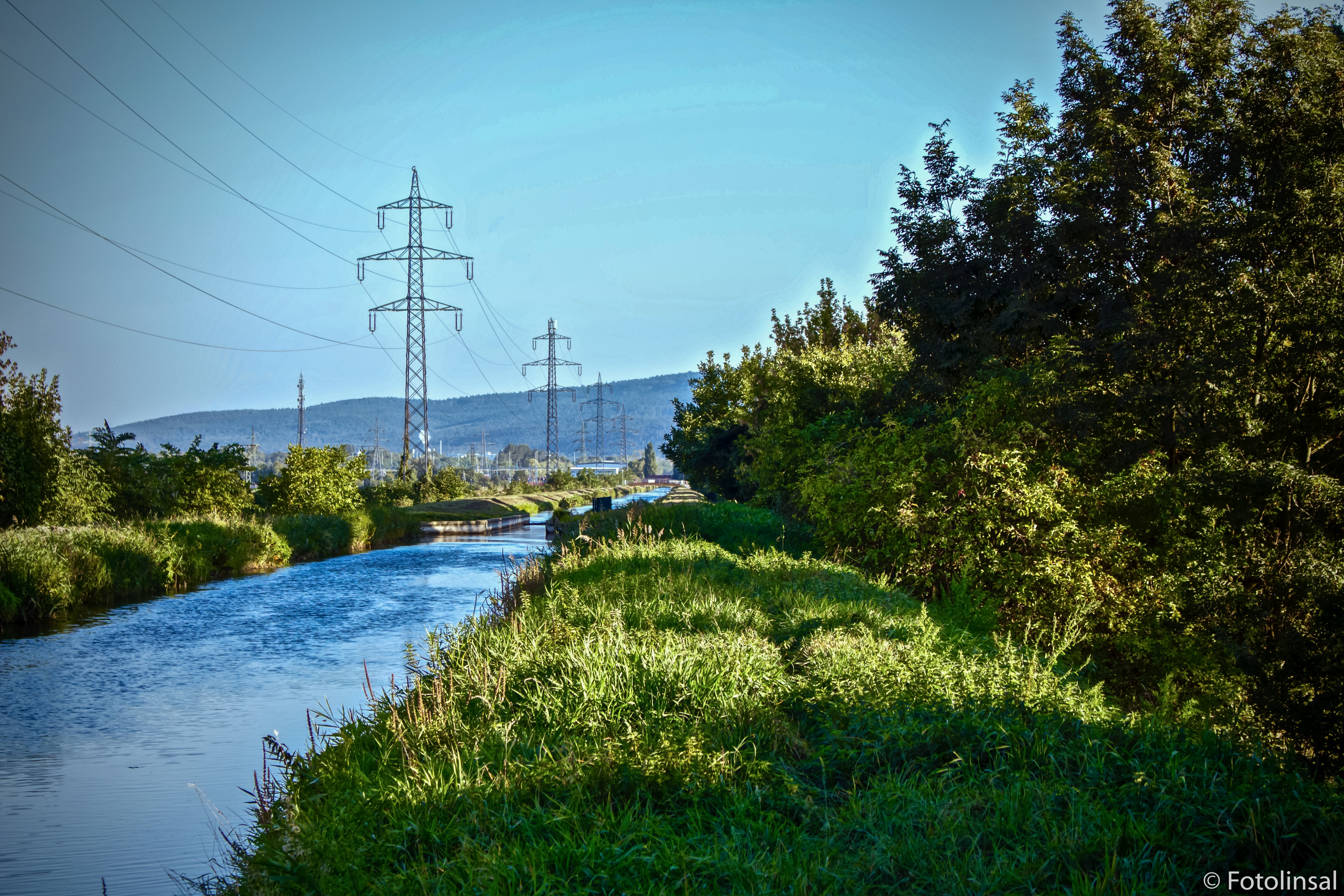
Wr. Neustädter Kanal